# فرنسيس إدوارد بيترز
فرنسيس إدوارد بيترز (بالإنجليزية: Francis Edwards Peters)‏ هو أستاذ جامعي أمريكي، ولد في 23 يونيو 1927.